# Harmotoma
La harmotoma, también llamada andreolita o ercinita es un mineral de la clase de los tectosilicatos, y dentro de esta pertenece al llamado grupo de la zeolitas. Fue descubierta en 1801 en St. Andreasberg, en Baja Sajonia (Alemania), proviniendo su nombre del griego, de las palabras "harmos", que significa "conjunta", y "tomo", que significa "cortar", en alusión a la forma de sus maclas. 

## Características químicas
Es un aluminosilicato de bario hidratado, aunque suele llevar con frecuencia otros cationes como impurezas como son calcio, sodio y potasio, dando las variaciones en el color que se le conocen.
Forma una serie de solución sólida con la phillipsita-Ca (Ca3(Si10Al6)O32·12H2O), en la que la sustitución gradual del bario por calcio va dando los distintos minerales de la serie.

## Formación y yacimientos
Se encuentra de origen hidrotermal rellenando cavidades en rocas de tipo basalto, fonolitas, traquitas, gneisses y en algunas vetas hidrotermales. Se forma como producto secundario de la alteración del basalto y las demás rocas eruptivas similares.
Suele encontrarse asociado a otros minerales como: otras zeolitas, calcita, leucita, hialofana, estroncianita, cuarzo, caolinita, barita, pirita, esfalerita o galena.